# North West Counties Football League
A North West Counties Football League Északnyugat-Anglia és Észak-Wales területén elhelyezkedő megyéinek labdarúgó-bajnoksága. Az angol labdarúgás kilencedik, illetve tizedik osztályában érdekelt.
Legfelsőbb osztálya a Premier Division, amely alatt a tizedik osztályt képviselő, First Division helyezkedik el. A divíziók összesen 44 klub részvételét biztosítják a ligában.

## Története
A bajnokság 1982-ben, a Cheshire County League és a Lancashire Combination egyesülésével jött létre.
Cheshire, Cumbria, Derbyshire, Lancashire, Manchester, Merseyside, Staffordshire, Shropshire, West Yorkshire és Észak-Wales csapatai, eredetileg három osztályban küzdöttek, de a Northern Premier League bővítése végett két divízióra csökkent a bajnokság 1987-ben.

## A bajnokság rendszere

A North West Counties League világoskék színnel jelölve

Mindegyik részt vevő két alkalommal mérkőzik meg ellenfelével.
A győztes 3 ponttal lesz gazdagabb, döntetlen esetén 1 pontot kap mindkét csapat, a vereségért nem jár pont.
Premier Division: 
A bajnokság első helyezettje a következő évben a Northern Premier League D1 North/South résztvevőjeként szerepelhet.
Az utolsó három helyezett a másodosztály (First Division) sorozatában folytathatja.
Division One:
Az első két helyezett automatikus résztvevője lesz a NWCL első osztályának (Premier Division), míg a 3–6. helyezett csapatok rájátszásban döntik el a harmadik szabad hely sorsát.
Kieső csapatok nincsenek, a Cheshire Football League, Liverpool County Premier League, West Cheshire Amateur Football League, Staffordshire County Senior League, West Lancashire Football League, valamint a Manchester Football League bajnokságaiból, abban az esetben csatlakozhatnak együttesek, amennyiben megfelelnek a liga követelményeinek.

## A liga korábbi elnevezései
- 1982–1987:  Division One,  Division Two,  Division Three
- 1987–2007:  Division One,  Division Two
- 2008–napjainkig:  Premier Division,  First Division

## Külső hivatkozások
- Hivatalos honlap
- RSSSF